# Légion belge
Les légions belges sont des unités militaires, de formation variable selon les périodes.

## Révolution française
Les premières légions belges et liégeoises sont formées en 1792 par des volontaires issus, respectivement, des Pays-Bas autrichiens ou de la Principauté de Liège venus se mettre au service de la jeune République française. Le général Lahure y a fait ses premières armes.

## Restauration
Temporairement restaurée dans les Pays-Bas méridionaux, l’Autriche fait constituer le 2 mars 1814 des unités militaires à recrutement régional, qui constituent la Légion belge. Administrée par le Secrétaire général des armements le baron de Poederlé, elle comprend quatre régiments d’infanterie de ligne (de Brabant, de Flandre, de Hainaut et de Namur), un régiment d’infanterie légère, trois régiments de cavalerie, et un régiment d’artillerie. Elle passe le 1er septembre 1814 dans l’armée du Royaume des Pays-Bas, auquel est rattaché le territoire formant l’actuelle Belgique.

## Printemps des peuples (1848)

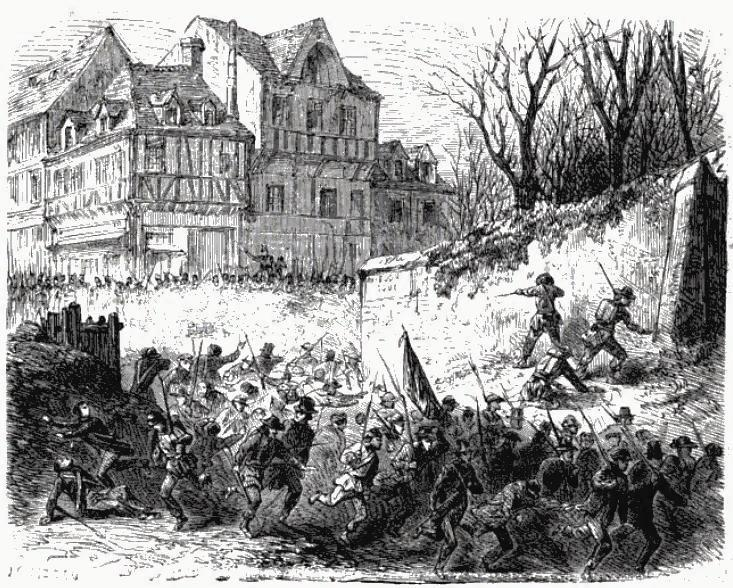
Confrontation entre révolutionnaires et troupes belges à Risquons-Tout.

En mars 1848, des ouvriers belges résidant à Paris, présidés par un négociant en vins nommé Blervacq et un ancien officier nommé Fosses, formèrent une « Association des démocrates belges » sise 94, rue de Ménilmontant, qui donnera le jour à une nouvelle Légion belge et dont l’idéal républicain et démocrate s’inspire de la Révolution française de 1848.
Soutenue officieusement par certains hommes politiques français (le ministre de l’Intérieur Ledru-Rollin, le préfet de police Caussidière) rêvant de contagion républicaine, voire d’annexion, son but était le renversement de la monarchie belge et l’établissement d’une république.
Commandée par Blervacq, Fosses et Charles Graux et escortée par des élèves de l’École polytechnique, une troupe de 1 100 à 1 200 hommes, non armés et répartis en trois corps, quitta Paris le 25 mars. Passant par Douai puis par Seclin (27 mars), les républicains belges furent ravitaillés par le commissaire du département du Nord, Charles Delescluze, et par le général Négrier. Mais le ministre de la guerre Cavaignac, alerté par un récent incident provoqué par des ouvriers belges reconduits par le chemin de fer à la frontière de Quiévrain, demanda à Négrier de ne pas porter assistance à une violation de la frontière belge. Négrier obéit en ordonnant aux polytechniciens de rebrousser chemin et en faisant fermer les portes de Lille. Mais, le soir du 28 mars, les républicains belges levèrent le camp et s’emparèrent d’armes et de munitions rassemblées par Delescluze avant de passer la frontière entre Neuville-en-Ferrain et Mouscron.
La confrontation avec les troupes belges, commandées par le général Fleury-Duray, prit place au lieu-dit de Risquons-Tout, où les rebelles furent défaits. Sept hommes furent tués, vingt-six blessés. Parmi les soixante prisonniers, certains furent emprisonnés au fort de Huy et dix-sept d’entre eux furent condamnés à mort et exécutés à Anvers.

## Expédition du Mexique de 1864-1867 (régiment Impératrice-Charlotte)

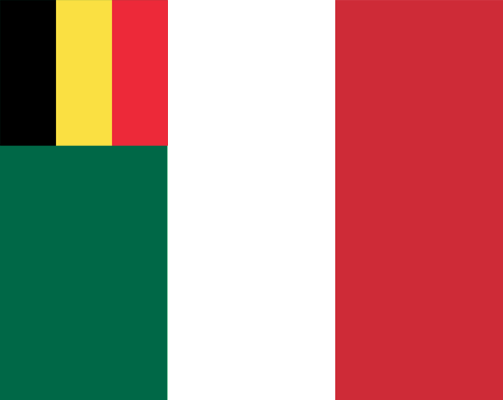
Drapeau de la légion belge au Mexique.

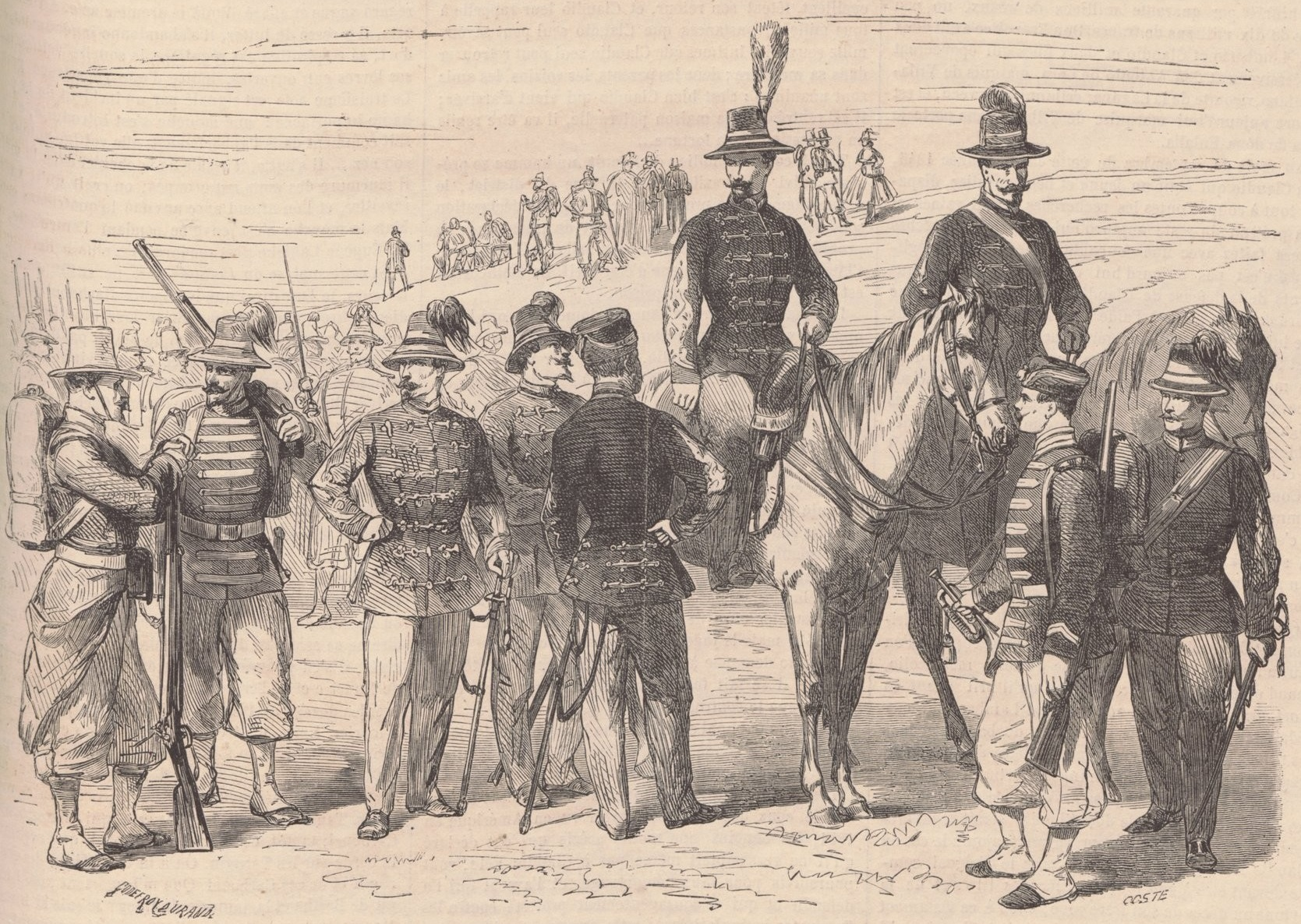
Costumes des officiers et soldats du régiment belge: les gardes du corps de l'impératrice Charlotte.

Pendant l’expédition du Mexique, des volontaires forment une légion belge pour combattre dans l’armée de l’empereur Maximilien, dont l’épouse, la princesse Charlotte de Belgique était la fille de Léopold Ier de Belgique. Cette légion forme le régiment Impératrice-Charlotte, comprenant douze compagnies réparties dans deux bataillons d'un effectif initial total de mille cinq hommes.
Cette légion est durement battue à la bataille de Tacámbaro, le 11 avril 1865, mais remporte la victoire de la Loma le 16 juillet 1865 sous les ordres du colonel, plus tard général Alfred van der Smissen. Lors de la dissolution du régiment en décembre 1866, seuls 754 hommes rentrèrent en Belgique.
L'histoire tragique du corps volontaire belge enrichit les connaissances sur le Second Empire, en particulier sur le réseau d'intérêts des puissances européennes au Mexique.
La section de l'expédition au Mexique a réuni des uniformes, des armes, des décorations, des photographies et d'autres objets, qui sont toujours exposés aujourd'hui au Musée royal de l'Armée.
En 1867, deux monuments commémoratifs sont inaugurés : l'un à Audenarde, l'autre à Bourg-Léopold, en mémoire des volontaires belges.

## Seconde Guerre mondiale
Durant la Seconde Guerre mondiale, la Légion belge, groupant des militaires belges ayant échappé à la captivité, fut mise sur pied par le capitaine-commandant Charles Claser et le colonel Robert Lentz à l'été 1940. Il s'agit d'un mouvement clandestin de résistance aux occupants allemands, base de la future armée secrète. 